# As-Salih Ismail al-Malik
As-Salih Ismail al-Malik (1163 – 1181) was de zoon van Nur ad-Din en was 11 jaar oud toen zijn vader stierf in 1174. As-Salih werd onder de bescherming gesteld van de eunuch Gumushtugin en werd meegenomen naar Aleppo, terwijl de officieren van Nur ad-Din aan het vechten waren om de leiding. In Egypte herkende Saladin as-Salih als zijn meester, al had hij graag zelf Egypte en Syrië ingenomen. In 1174 nam Saladin na een beleg van vier maanden Baalbek in en betrad daarna Damascus. Daar verklaarde hij zichzelf als de ware regent van as-Salih, waarna hij in 1176 de Zengiden versloeg. Hij trouwde ten slotte de weduwe van Nur ad-Din, Ismat ad-Din Khatun, en werd erkend als heerser over Syrië. As-Salih stierf 5 jaar later in 1181 als gevolg van ziekte.
Volgens legendes uit de kruisvaartperiode, was de moeder van as-Salih, de zus van Bertrand van Toulouse, die gevangen was genomen door Nur ad-Din in de Tweede Kruistocht; eenzelfde legende bestaat over de moeder van Zengi, as-Salihs grootvader.